# Vaux-sur-Eure
Vaux-sur-Eure ist eine französische Gemeinde mit 271 Einwohnern (Stand 1. Januar 2022) im Département Eure in der Region Normandie (vor 2016 Haute-Normandie). Sie gehört zum Arrondissement Les Andelys (bis 2017 Arrondissement Évreux) und zum Kanton Pacy-sur-Eure. Die Einwohner werden Vallois genannt.

## Geografie
Vaux-sur-Eure liegt etwa 14 Kilometer ostnordöstlich von Évreux. Die Eure begrenzt die Gemeinde im Osten und Nordosten. Umgeben wird Vaux-sur-Eure von den Nachbargemeinden Hardencourt-Cocherel im Norden und Westen, Ménilles im Osten und Nordosten, Croisy-sur-Eure im Süden sowie Caillouet-Orgeville und Boncourt im Südwesten.

## Bevölkerungsentwicklung
| 1962                       | 1968 | 1975 | 1982 | 1990 | 1999 | 2006 | 2018 |
| -------------------------- | ---- | ---- | ---- | ---- | ---- | ---- | ---- |
| 151                        | 184  | 195  | 157  | 179  | 240  | 237  | 268  |
| Quellen: Cassini und INSEE |      |      |      |      |      |      |      |

## Sehenswürdigkeiten

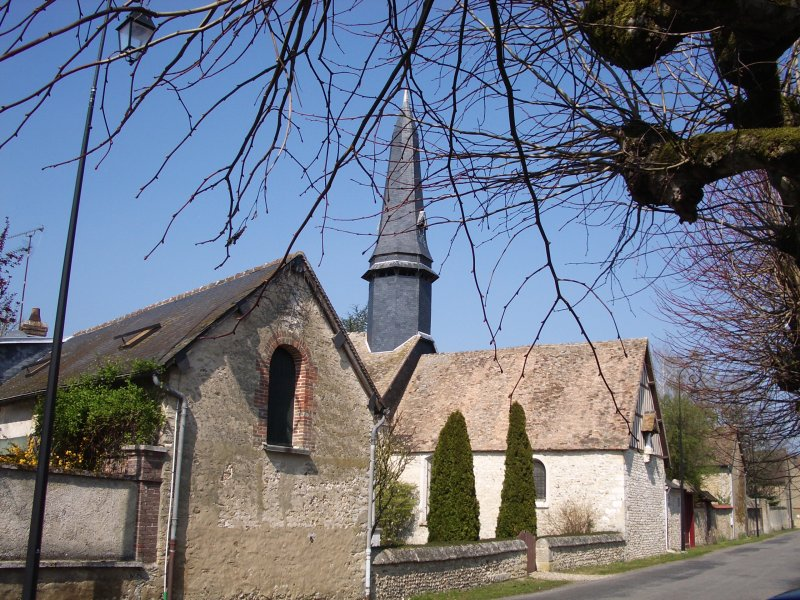
Kirche Notre-Dame

- Kirche Notre-Dame